# Cuscuta longiloba
Cuscuta longiloba är en vindeväxtart som beskrevs av Truman George Yuncker. Cuscuta longiloba ingår i släktet snärjor, och familjen vindeväxter. Inga underarter finns listade i Catalogue of Life.